# Cecropia pachystachya
Cecropia pachystachya là loài thực vật có hoa trong họ Tầm ma. Loài này được Trécul mô tả khoa học đầu tiên năm 1847.
Đây là loài bản địa Argentina, Paraguay và Brazil, nơi nó mọc gần rìa của những khu rừng ẩm ướt. 

## Mô tả
Cecropia pachystachya là một cây thường xanh nhỏ phát triển đến chiều cao khoảng 6 m, và đường kính thân từ 15 đến 25 cm. Cây có cấu trúc mở, với một số lượng nhỏ các nhánh rẽ vào một góc tù và thường tạo thành hình dạng giống như cây dù.